# Mundo virtual
Un mundo virtual es un entorno simulado por ordenador donde múltiples usuarios pueden crearse un avatar personal y, de manera simultánea e independiente, explorar el mundo virtual, usar sus bienes y objetos, participar en sus actividades y comunicarse con otros. Su finalidad más habitual es el entretenimiento en diversas formas, pero también hay mundos virtuales (o metaversos) de propósito educativo, comunicativo o empresarial.

Un "mundo virtual activo" requiere su instauración en un servidor que provea el servicio en línea de forma persistente, activo y disponible 24 horas al día en y todos los días. Desde 2018 es posible establecer mundos virtuales de manera portable (en disco duro portable o una memoria tipo pendrive o USB). Toda vez que se intenta instaurar 'mundos', estos se configuran para que los usuarios (usualmente denominados Residentes) vivan e interactúen, generalmente en tiempo real. Los personajes, o avatares, son representados por gráficos en 2D o 3D según el mundo virtual y ello se soporta por medio de un Motor de videojuego. 

Aparecieron mundos virtuales con fines profesionales de aprendizaje (simuladores de vuelo), de enseñanza (MOODLE) o en el entorno médico, pero en la actualidad está siendo llevado por las empresas de ocio electrónico, que ven en esta tecnología una nueva era para videojuegos.
Aunque no son limitados en videojuegos, muchos de estos mundos virtuales son conocidos como videojuegos masivos en línea o MMO (Massive Multiplayer Online).
Ya que en estos mundos virtuales es posible asignar escenarios en los que se representan entornos de realidad virtual, existe la posibilidad de conformar entornos con función para el juego de roles, la representación de mundos espejo (véase Metaverso) o la Educación a distancia otorgando cualidades que van más allá de la actividad lúdica o el juego.
Los mundos virtuales son plataformas valiosas para las comunidades de práctica.

## Historia
El ser humano, prácticamente a lo largo de toda su existencia, ha estado interesado en mundos ilusorios o paralelos. En el siglo XX, el camarógrafo Morton Heilig creó el Sensorama en 1962, una máquina que permitía, según su autor, vivir "experiencias teatrales". Estas experiencias estaban diseñadas para estimular todos los sentidos del público, creando, por lo tanto, una de las primeras experiencias en realidad virtual.
No obstante, siguiendo con la definición actual del término, vinculado a la informática, el primer dispositivo de realidad virtual fue el llamado Espada de Damocles, un casco de realidad aumentada creado por Iván Sutherland en 1968.
El primer entorno 3D en línea, que introdujo el concepto de "jugador online", fue el juego Maze War, desarrollado en 1973 y 1974. Se jugaba a través de ARPANET, el precursor de internet financiado y gestionado por el Departamento de Defensa de los Estados Unidos. Se trataba de un juego de disparos en primera persona que sentaría las bases de un género que, años más tarde, popularizarían Wolfenstein 3D y Doom.
Los primeros mundos virtuales fueron comunidades de chat, con entornos gráficos muy sencillos. Estos chats evolucionaron hasta los entornos conocidos como MUDs en 1978 con MUD1. Un MUD es un programa de ordenador sin gráficos, accesible por Telnet,  en el cual los usuarios pueden introducirse y explorar. En un MUD, cada usuario toma control de un personaje, encarnación, carácter, etc., computerizado. Se puede caminar alrededor, chatear con otros personajes, explorar y crear salas de conversación, descripciones e ítems. Estos entornos evolucionarían, con el tiempo, hacia los MMORPG.
El primer mundo virtual propiamente dicho fue el entorno gráfico conocido como Habitat, desarrollado en 1985 por LucasArts. Se trataba de un chat gráfico diseñado en 2D, donde los jugadores elegían sus propios avatares y podían realizar distintas acciones entre ellos. Más tarde, en 1990, la tecnología fue vendida a Fujitsu, que lo relanzó en 1995, con un entorno gráfico más atractivo y actualizado, como WorldsAway. Sin embargo el primer juego en primera persona en 3D que se llevaba a cabo en línea fue Maze War o Maze en 1974 en el que los avatares perseguían al resto de jugadores por un laberinto.
El cine y la literatura han sido también una influencia importante en la evolución de los mundos virtuales, determinado en gran medida por novelas de autores como William Gibson, Bruce Sterling y Neal Stephenson, entre otros, pertenecientes al subgénero del “Cyberpunk”.  Este último con su famosa novela Snow Crash (1992), que plantea la creación de mundos o universos alternos virtuales llamados “metaversos” en donde convergen gran parte de las interacciones de sus personajes.
En 1996, Finlandia, junto a la Compañía Telefónica de Helsinki, desarrolló la primera recreación virtual en línea en 3D del mapa completo de la ciudad de Helsinki. El proyecto Helsinki Virtual fue, más tarde, renombrado como Helsinki Arena 2000 y combinaba renderizaciones de todos los conjuntos arquitectónicos y urbanísticos de la ciudad.
En 1999 fue lanzado el primer proyecto virtual cuya finalidad era puramente educativa, Whyville.net. Se trata de un entorno educativo basado, fundamentalmente, en el aprendizaje a través del juego. Fue, además, uno de los primeros entornos en contar con una economía virtual.

## Origen y denominación
Según el proyecto Educación Espacios Virtuales 3D, los Mundos Virtuales son una combinación de realidad virtual dentro de un entorno de chat, también conocidos como Entornos Virtuales Multi-usuario (MUVEs, Multi-User Virtual Environments).
El término Mundo Virtual fue utilizado por los creadores del juego Ultima Online, de hecho los Mundos Virtuales nacieron y se desarrollaron inicialmente como entornos de juego, y desde un punto de vista técnico, son el producto de la combinación de un entorno gráfico 3D que incorpora sistemas de interacción social basados en chat desarrollados en el Mundo de Dominios Multi-usuario (MUDs).

## Ejemplos de Mundos Virtuales en español
Dentro de los Mundos Virtuales, se pueden distinguir grandes grupos como los relacionados con la Educación, el sector Salud y los 'Juegos.' Algunos ejemplos de este último grupo son los siguientes:
- SecondLife]
- Habbo
- Sanalika
- Smeet
- ilDom
- Club Penguin

Existen muchos otros, sin mencionar listas de mundos virtuales en inglés, se puede consultar la lista de mundosvirtuales.net

## Mundos virtuales y el Sector Salud
El sector de la educación y el de cursos de entrenamiento profesional, son las áreas de aplicación más prometedoras en el sector de las tecnologías educativas de los mundos virtuales. Al día de hoy más de 150 universidades e instituciones educativas del mundo, incluidos los países en vías de desarrollo,  tienen presencia en Second Life y en otros mundos virtuales. Los factores que han motivado altas tasas de adopción de esta tecnología en las universidades y demás centros educativos son: la interacción cara a cara y grupal, entre estudiantes y educadores alrededor del mundo, el poder acceder a recursos intelectuales y a conocimiento, la comunicación oral y el poder examinar modelos complejos y abstractos utilizando visualización 3D o proyecciones de información visual.
El diseño y desarrollo de cursos de entrenamiento profesional para médicos, enfermeras, estudiantes de medicina, de enfermería, gestores de hospitales y pacientes con determinadas dolencias, toman como gran recurso de los mundos virtuales su interactividad, su característica de entornos libres de riesgo de sufrir algún tipo de accidente o contaminación en una práctica, disminución de costes de entrenamiento comparados con el mundo real, y dada su naturaleza, facilitan las simulaciones a través de los juegos de rol. Algunos ejemplos de estos usos son: la construcción de entornos socio-emocionales para equipos virtuales en el sector de la salud, uso de entornos virtuales para monitorizarar el cuidado de la salud en la población de ancianos, entornos virtuales pueden incrementar el cuidado tradicional en la gestión de la Diabetes, la inmersión en un entorno virtual para el entrenamiento en equipo médico.
En el entrenamiento médico tradicional los estudiantes aprenden y construyen ciertas habilidades médicas utilizando "pacientes estandarizados" , este trabajo les permite desarrollar habilidades de razonamiento clínico,  análisis clínicos, diagnósticos, redacción de historias clínicas y gestión de la relación médico-paciente; pero los pacientes estandarizados, que son personas reales entrenadas para representar enfermedades específicas,  a menudo no están disponibles para todos los estudiantes porque su número es limitado y sus costes relativos son altos. La solución la aportan los mundos virtuales con los "pacientes virtuales" los cuales pueden ser modificados y duplicados sin costos significativos, están disponibles para todos los estudiantes y permiten alcanzar la mayoría de objetivos que se consiguen con los "pacientes estandarizados". Un ejemplo de este tipo de entrenamiento lo presenta River city en el que los estudiantes viajan al pasado y estudian una epidemia concreta, puesto que se trata de una simulación establecen una hipótesis sobre las razones que pueden influir en esta enfermedad.

## Bienes virtuales y Economía virtual
Es importante destacar el concepto de "moneda virtual": en estos mundos se pueden adquirir objetos o bienes gráficos que mejoran la experiencia de juego, denominados Virtual Goods en idioma inglés. Muchos modelos de negocio de estos mundos virtuales, permiten convertir dinero real en créditos dentro del juego, para comprar dichos artículos o competencias.
El mercado de bienes virtuales se estima en 2010 en 80 millones de dólares para España, 1020 millones de dólares a través de Europa, 1600 millones de dólares en EE. UU. y más en Asia.
El marco legal del uso y conversión de dinero de estas plataformas virtuales todavía no está totalmente definido, así que en el pasado hubo casos controvertidos acabando en justicia. Ver el caso de las controversias Habbo.
La mayoría de los mundos virtuales prestan el servicio básico de manera gratuita a sus residentes, con privilegios mínimos y suficientes para participar dentro de ellos y ser parte de la comunidad. Como parte del negocio, contar con mayores privilegios para adquirir o rentar espacios (terrenos) o adquirir objetos requiere una inversión económica real (dinero) por parte de los usuarios. Por lo mismo, a mayor privilegios obtenidos, mayor costo o inversión por los residentes.
Como una opción para los interesados en establecer mundos virtuales sin inversión económica, existe la posibilidad de establecer uno o varios de estos en las computadoras u ordenadores personales (o en un servidor) con paquetes de software que se distribuyen de forma gratuita, como es el caso de Opensim. Con este recurso se han desarrollado mundos virtuales en los que los residentes pueden interactuar entre mundo y mundo, integrando un conjunto de estos denominados Grid.

## Mundos virtuales en educación
Con la llegada de las nuevas tecnologías, se generaron cambios en la educación, uno de estos cambios fue la creación de herramientas digitales para la enseñanza.
El uso de los mundos virtuales en la educación tiene beneficios importantes en el desarrollo académico de un estudiante. Estos pueden mostrar conocimientos de forma visual y recrear situaciones sociales a través de las cuales se puede enseñar valores y habilidades a los niños. Otra de sus ventajas es el espacio, el estudiante tiene interacciones con muchos usuarios simultáneamente, lo cual genera habilidades sociales para la vida diaria.
Altamirano (2008) hable de la importancia de los mundos virtuales ya que, "conforman por sí mismos un ambiente de aprendizaje multi-sensorial y proporcionan al usuario la sensación de presencialidad que no se tiene en la educación a distancia tradicional"
Sin embargo, son pocos los institutos de educación los que aplican las herramientas y/o espacios digitales en la enseñanza diaria de los estudiantes, así que depende de los profesores el incorporar el espacio digital en sus clases. Afortunadamente son muchos los mundos virtuales abiertos que pueden utilizarse de forma gratuita como apoyo a las clases. Actualmente se están utilizando como un instrumento educativo que fomenta el aprendizaje a distancia. Cooper (2003) habla de la importancia de diferenciar este tipo de propuestas educativas del resto de aprendizaje en línea en que se fomenta la idea de “comunidad educativa” en mayor medida.
Hoy en día existen muchos Mundos Virtuales creados con fines educativos. Podemos encontrar tanto Campus Virtuales (Universidades, Institutos...), como juegos tipo MMORPG, entre otros.

## Mundos virtuales en las empresas
Empresas como IBM utilizan Second Life exclusivamente con el fin de proporcionar un lugar de encuentro virtual donde interactúen  sus empleados. Toyota y Reebook en cambio utilizan Second Life para recopilar información sobre la preferencias de sus clientes  (Goel and Prokopec, 2008 en Goel et al. 2009)

## Limitaciones de los Mundos virtuales
Sakalli y Chung (2015) nombran la necesidad de tener en cuenta las limitaciones de una herramienta tecnológica, así recogen algunas limitaciones por las que este tipo de recursos no están tan extendidos. En primer lugar mencionan la dificultad de transmitir mensajes no-verbales lo cual puede afectar al sentido de la interacción. También comentan la dificultad a la que se enfrentan las personas que no están acostumbradas a este tipo de sistemas (algunos inmigrantes virtuales).
Y finalmente se destacan las consecuencias negativas que tiene la creación de un mundo poco realista.
Goel, L. et al. (2009) menciona que proporcionan un soporte mínimo para la comunicación asíncrona  que es beneficiosa para facilitar el intercambio explícito de conocimientos, como se pone de relieve en el éxito de los blogs y los wikis (Cayzer, 2004; Grudin, 2006).
Otros autores destacan también la necesidad de una buena gestión de las emociones (frustración, dispersión...) así como los problemas tecnológicos (peso de los programas, dominio de la interfaz por parte del usuario, cuestiones técnicas como cortafuegos, etc.) como factores limitadores de los mundos virtuales.